# Lista de regiões geográficas intermediárias e imediatas de Alagoas

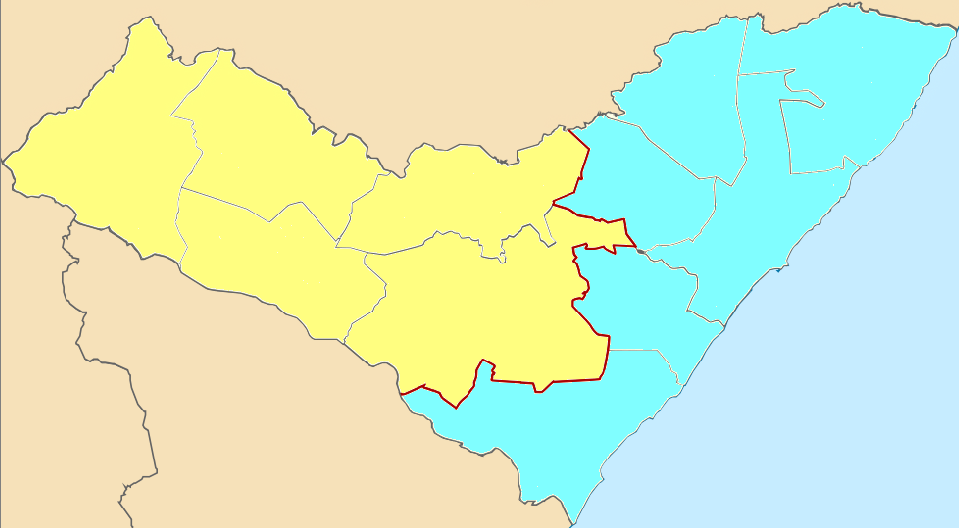
Divisão das regiões intermediárias em vermelho e das imediatas em cinza em Alagoas.

Esta é a lista de regiões geográficas intermediárias e imediatas de Alagoas, estado brasileiro da Região Nordeste do país. Alagoas é composto por 102 municípios, que estão distribuídos em onze regiões geográficas imediatas, que por sua vez estão agrupadas em duas regiões geográficas intermediárias, segundo a divisão do Instituto Brasileiro de Geografia e Estatística (IBGE) vigente desde 2017. A primeira seção aborda as regiões geográficas intermediárias e suas respectivas regiões imediatas integrantes, enquanto que a segunda trata das regiões geográficas imediatas e seus respectivos municípios, divididas por regiões intermediárias e ordenadas pela codificação do IBGE.
As regiões geográficas intermediárias foram apresentadas em 2017, com a atualização da divisão regional do Brasil, e correspondem a uma revisão das antigas mesorregiões, que estavam em vigor desde a divisão de 1989. As regiões geográficas imediatas, por sua vez, substituíram as microrregiões. Na divisão vigente até 2017, os municípios do estado estavam distribuídos em 13 microrregiões e três mesorregiões, segundo o IBGE.

## Regiões geográficas intermediárias
| Região geográfica intermediária | Código | Número de municípios | Regiões geográficas imediatas                | Código | Número de municípios |
| ------------------------------- | ------ | -------------------- | -------------------------------------------- | ------ | -------------------- |
| Maceió                          | 2701   | 52                   | Maceió                                       | 270001 | 13                   |
| Maceió                          | 2701   | 52                   | Porto Calvo-São Luís do Quitunde             | 270002 | 13                   |
| Maceió                          | 2701   | 52                   | Penedo                                       | 270003 | 7                    |
| Maceió                          | 2701   | 52                   | São Miguel dos Campos                        | 270004 | 6                    |
| Maceió                          | 2701   | 52                   | União dos Palmares                           | 270005 | 6                    |
| Maceió                          | 2701   | 52                   | Atalaia                                      | 270006 | 7                    |
| Arapiraca                       | 2702   | 50                   | Arapiraca                                    | 270007 | 17                   |
| Arapiraca                       | 2702   | 50                   | Palmeira dos Índios                          | 270008 | 9                    |
| Arapiraca                       | 2702   | 50                   | Delmiro Gouveia                              | 270009 | 7                    |
| Arapiraca                       | 2702   | 50                   | Santana do Ipanema                           | 270010 | 9                    |
| Arapiraca                       | 2702   | 50                   | Pão de Açúcar-Olho d'Água das Flores-Batalha | 270011 | 8                    |

## Regiões geográficas imediatas por regiões intermediárias

### Maceió
| Região geográfica imediata       | Código | Municípios              |
| -------------------------------- | ------ | ----------------------- |
| Maceió                           | 270001 | Barra de Santo Antônio  |
| Maceió                           | 270001 | Barra de São Miguel     |
| Maceió                           | 270001 | Coqueiro Seco           |
| Maceió                           | 270001 | Flexeiras               |
| Maceió                           | 270001 | Joaquim Gomes           |
| Maceió                           | 270001 | Maceió                  |
| Maceió                           | 270001 | Marechal Deodoro        |
| Maceió                           | 270001 | Messias                 |
| Maceió                           | 270001 | Paripueira              |
| Maceió                           | 270001 | Pilar                   |
| Maceió                           | 270001 | Rio Largo               |
| Maceió                           | 270001 | Santa Luzia do Norte    |
| Maceió                           | 270001 | Satuba                  |
| Porto Calvo-São Luís do Quitunde | 270002 | Campestre               |
| Porto Calvo-São Luís do Quitunde | 270002 | Colônia Leopoldina      |
| Porto Calvo-São Luís do Quitunde | 270002 | Jacuípe                 |
| Porto Calvo-São Luís do Quitunde | 270002 | Japaratinga             |
| Porto Calvo-São Luís do Quitunde | 270002 | Jundiá                  |
| Porto Calvo-São Luís do Quitunde | 270002 | Maragogi                |
| Porto Calvo-São Luís do Quitunde | 270002 | Matriz de Camaragibe    |
| Porto Calvo-São Luís do Quitunde | 270002 | Novo Lino               |
| Porto Calvo-São Luís do Quitunde | 270002 | Passo de Camaragibe     |
| Porto Calvo-São Luís do Quitunde | 270002 | Porto Calvo             |
| Porto Calvo-São Luís do Quitunde | 270002 | Porto de Pedras         |
| Porto Calvo-São Luís do Quitunde | 270002 | São Luís do Quitunde    |
| Porto Calvo-São Luís do Quitunde | 270002 | São Miguel dos Milagres |
| Penedo                           | 270003 | Coruripe                |
| Penedo                           | 270003 | Feliz Deserto           |
| Penedo                           | 270003 | Igreja Nova             |
| Penedo                           | 270003 | Penedo                  |
| Penedo                           | 270003 | Piaçabuçu               |
| Penedo                           | 270003 | Porto Real do Colégio   |
| Penedo                           | 270003 | São Brás                |
| São Miguel dos Campos            | 270004 | Anadia                  |
| São Miguel dos Campos            | 270004 | Boca da Mata            |
| São Miguel dos Campos            | 270004 | Campo Alegre            |
| São Miguel dos Campos            | 270004 | Jequiá da Praia         |
| São Miguel dos Campos            | 270004 | Roteiro                 |
| São Miguel dos Campos            | 270004 | São Miguel dos Campos   |
| União dos Palmares               | 270005 | Branquinha              |
| União dos Palmares               | 270005 | Ibateguara              |
| União dos Palmares               | 270005 | Murici                  |
| União dos Palmares               | 270005 | Santana do Mundaú       |
| União dos Palmares               | 270005 | São José da Laje        |
| União dos Palmares               | 270005 | União dos Palmares      |
| Atalaia                          | 270006 | Atalaia                 |
| Atalaia                          | 270006 | Cajueiro                |
| Atalaia                          | 270006 | Capela                  |
| Atalaia                          | 270006 | Chã Preta               |
| Atalaia                          | 270006 | Mar Vermelho            |
| Atalaia                          | 270006 | Pindoba                 |
| Atalaia                          | 270006 | Viçosa                  |

### Arapiraca
| Região geográfica imediata                    | Código | Municípios             |
| --------------------------------------------- | ------ | ---------------------- |
| Arapiraca                                     | 270007 | Arapiraca              |
| Arapiraca                                     | 270007 | Campo Grande           |
| Arapiraca                                     | 270007 | Coité do Noia          |
| Arapiraca                                     | 270007 | Craíbas                |
| Arapiraca                                     | 270007 | Feira Grande           |
| Arapiraca                                     | 270007 | Girau do Ponciano      |
| Arapiraca                                     | 270007 | Jaramataia             |
| Arapiraca                                     | 270007 | Junqueiro              |
| Arapiraca                                     | 270007 | Lagoa da Canoa         |
| Arapiraca                                     | 270007 | Limoeiro de Anadia     |
| Arapiraca                                     | 270007 | Maribondo              |
| Arapiraca                                     | 270007 | Olho d'Água Grande     |
| Arapiraca                                     | 270007 | São Sebastião          |
| Arapiraca                                     | 270007 | Tanque d'Arca          |
| Arapiraca                                     | 270007 | Taquarana              |
| Arapiraca                                     | 270007 | Teotônio Vilela        |
| Arapiraca                                     | 270007 | Traipu                 |
| Palmeira dos Índios                           | 270008 | Belém                  |
| Palmeira dos Índios                           | 270008 | Cacimbinhas            |
| Palmeira dos Índios                           | 270008 | Estrela de Alagoas     |
| Palmeira dos Índios                           | 270008 | Igaci                  |
| Palmeira dos Índios                           | 270008 | Major Izidoro          |
| Palmeira dos Índios                           | 270008 | Minador do Negrão      |
| Palmeira dos Índios                           | 270008 | Palmeira dos Índios    |
| Palmeira dos Índios                           | 270008 | Paulo Jacinto          |
| Palmeira dos Índios                           | 270008 | Quebrangulo            |
| Delmiro Gouveia                               | 270009 | Água Branca            |
| Delmiro Gouveia                               | 270009 | Delmiro Gouveia        |
| Delmiro Gouveia                               | 270009 | Inhapi                 |
| Delmiro Gouveia                               | 270009 | Mata Grande            |
| Delmiro Gouveia                               | 270009 | Olho d'Água do Casado  |
| Delmiro Gouveia                               | 270009 | Pariconha              |
| Delmiro Gouveia                               | 270009 | Piranhas               |
| Santana do Ipanema                            | 270010 | Canapi                 |
| Santana do Ipanema                            | 270010 | Carneiros              |
| Santana do Ipanema                            | 270010 | Dois Riachos           |
| Santana do Ipanema                            | 270010 | Maravilha              |
| Santana do Ipanema                            | 270010 | Olivença               |
| Santana do Ipanema                            | 270010 | Ouro Branco            |
| Santana do Ipanema                            | 270010 | Poço das Trincheiras   |
| Santana do Ipanema                            | 270010 | Santana do Ipanema     |
| Santana do Ipanema                            | 270010 | Senador Rui Palmeira   |
| Pão de Açúcar-Olho d'Água das Flores- Batalha | 270011 | Batalha                |
| Pão de Açúcar-Olho d'Água das Flores- Batalha | 270011 | Belo Monte             |
| Pão de Açúcar-Olho d'Água das Flores- Batalha | 270011 | Jacaré dos Homens      |
| Pão de Açúcar-Olho d'Água das Flores- Batalha | 270011 | Monteirópolis          |
| Pão de Açúcar-Olho d'Água das Flores- Batalha | 270011 | Olho d'Água das Flores |
| Pão de Açúcar-Olho d'Água das Flores- Batalha | 270011 | Palestina              |
| Pão de Açúcar-Olho d'Água das Flores- Batalha | 270011 | Pão de Açúcar          |
| Pão de Açúcar-Olho d'Água das Flores- Batalha | 270011 | São José da Tapera     |